# 戸塚パーキングエリア
座標: 北緯35度25分24秒 東経139度32分24秒 / 北緯35.42333度 東経139.54000度

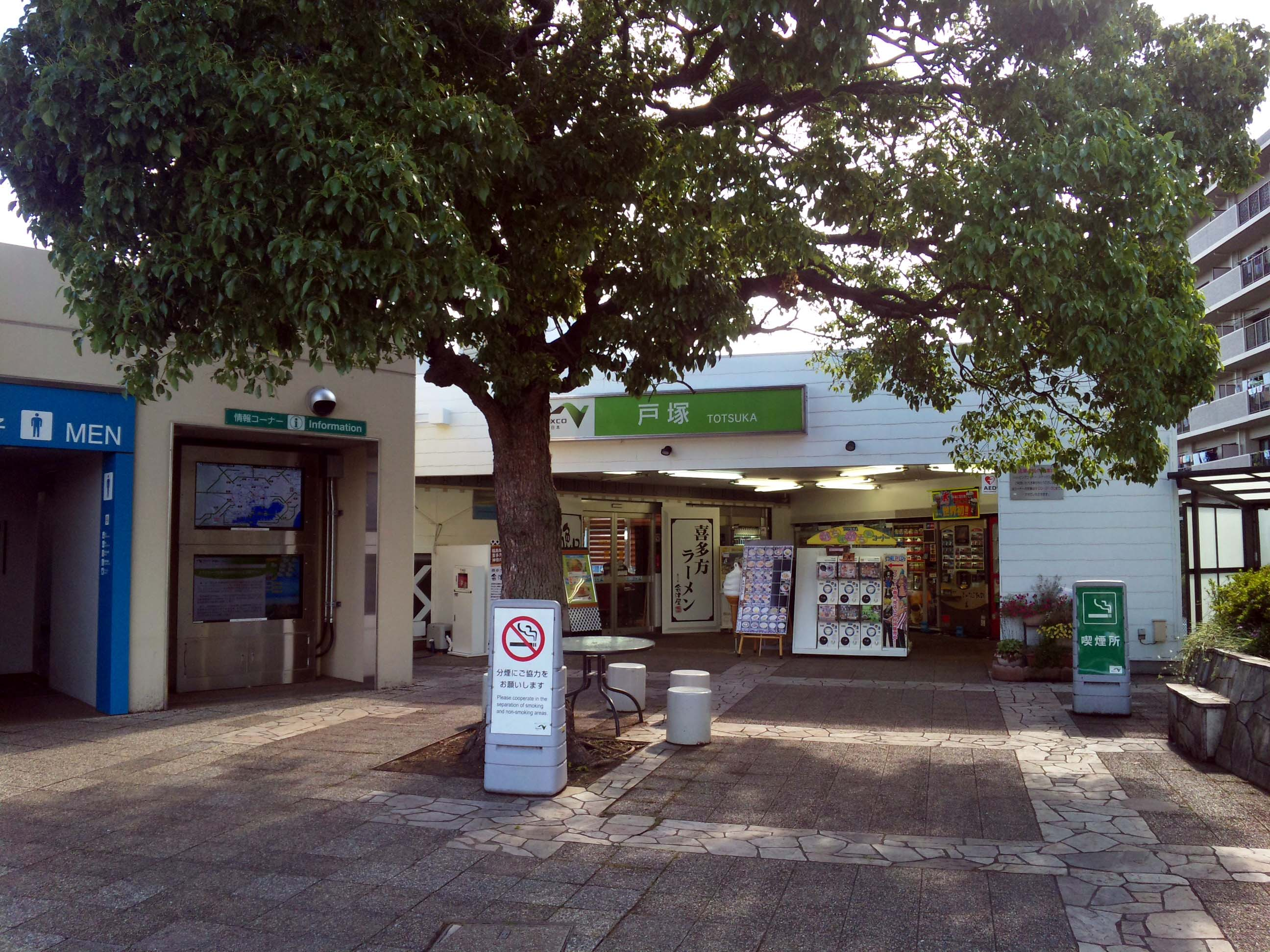
戸塚パーキングエリア上り

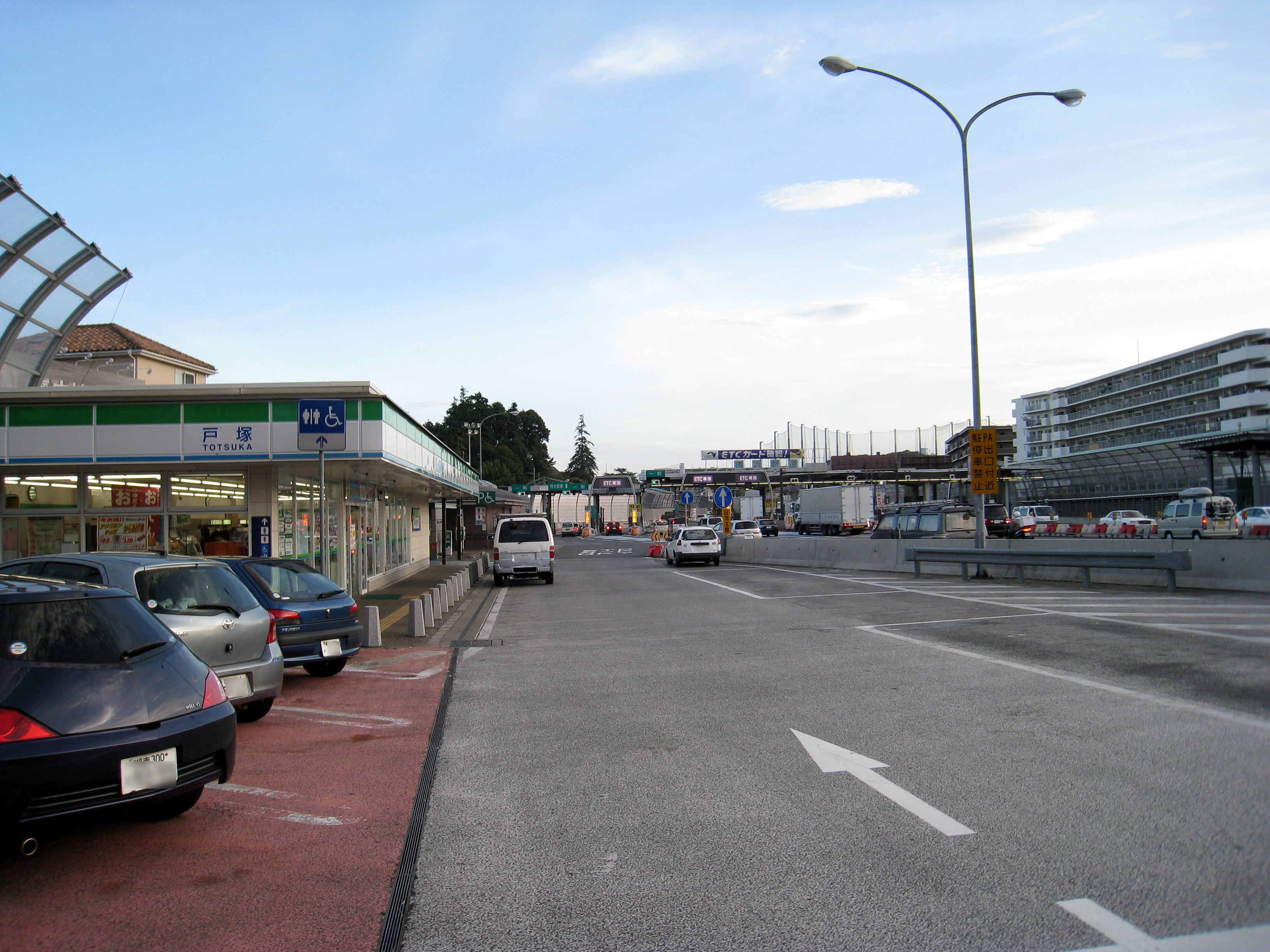
戸塚パーキングエリア下り

戸塚パーキングエリア（とつかパーキングエリア）は、神奈川県横浜市戸塚区にある横浜新道戸塚料金所（戸塚TB）に併設されている、横浜新道唯一のパーキングエリア (PA) である。

## 道路
- E83 横浜新道

## 施設

### 上り線（保土ヶ谷方面）
- 駐車場
  - 大型 1台
  - 小型 15台
  - 車椅子用駐車場有
- トイレ
  - 男性 大4（和式1・洋式3）・小6
  - 女性 5（和式1・洋式4）
    - 同伴の男児用 1

  - 車椅子用 1
- スナックコーナー（らあめん花月嵐、9時 - 21時）
- ショッピングコーナー（9時 - 21時）
- 自動販売機コーナー

※この他PA内施設ではないが、PA南端で本線と接続する側道にセブン-イレブン（24時間）がありアクセス可能。

### 下り線（上矢部方面）
- 駐車場
  - 大型 7台
  - 小型 25台
  - 車椅子用駐車場有
- トイレ
  - 男性 大6（和式1・洋式5）・小4
  - 女性 6（和式2・洋式4）
    - 同伴の男児用 1

  - 車椅子用 1
- ファミリーマート（24時間）
- 自動販売機コーナー
- キャッシュコーナー　E-net（管理行：みずほ銀行）

## 隣
E83 横浜新道
(14) 川上IC - 戸塚PA / 戸塚TB - (15) 上矢部IC